# Umberto Guillaume
Umberto Guillaume, meglio conosciuto come Antonet (Brescia, 1872 – Parigi, 1935), è stato un circense italiano.

## Biografia
Da giovane lavorò nelle arene spagnole come banderillero, conservando nel tempo l'impassibilità.
Fu "augusto" con il clown Tonitoff, quindi "augusto di serata" nel Circo Gatti e Manetti.
Diventò clown con Little Walter, truccandosi pochissimo, soltanto un accento di rosso, e distinguendosi per l'abbigliamento elegante con paillettes e ricami floreali.
Abile clown, fu in coppia con Grock dal 1907 al 1913 e con Beby dal 1919 al 1934, giudicati dalla critica come l'espressione più classica del circo.